# Jaroslaw von Jarotzky
Jaroslaw von Jarotzky (auch Jadislaus von Jarotzky; * 21. April 1851 in Münsterberg, Schlesien; † 28. Oktober 1928 in Kiel) war ein preußischer Verwaltungsjurist, Landrat sowie Regierungspräsident in Danzig (1902–1909) und Münster (1909–1913).

## Leben

### Familie
Seine Eltern waren Josef von Jarotzky, königlich-preußischer Major sowie kaiserlicher Postdirektor und Anna Kiesel. Jaroslaw von Jarotzky war verheiratet mit Maria von der Kettenburg (1871–1935).

### Werdegang
Jaroslaw von Jarotzky studierte Rechtswissenschaften und machte in Oppeln seine Referendarsausbildung. 1885 legte er das zweite Staatsexamen ab und arbeitete bei den Regierungen in Liegnitz und Oppeln. Jarotzky wurde 1887 zum Landrat im Kreis Gostyn ernannt. Hier war er bis 1892 tätig. Am 7. November 1892 wurde er Regierungsrat im Oberpräsidium in Oppeln. Am 18. Mai 1900 wurde er Geheimer Regierungsrat im preußischen Innenministerium. Es folgten seine Ernennung zum Regierungspräsidenten in Danzig (Dienstantritt am 7. Januar 1903) und anschließend in Münster. Es folgte seine Tätigkeit als Ministerialdirektor im Ministerium des Innern. Als königlich-preußischer Wirklicher Geheimer Oberregierungsrat diente er bis zu seiner Pensionierung 1925 als Landesfinanzpräsident von Schleswig-Holstein.